# Esther Fresneda Marugán
Esther Fresneda Marugán, (Avilés, 1976) és una experta alpinista i escaladora (viu a València des dels 2 anys) i és llicenciada en Educació Física. Ha realitzat escalades i ascensions als Pirineus, Pics d'Europa, Alps, Perú, Dolomites, Mali, Còrsega, Jordània, Noruega, Índia, i Nepal, on l'any 2010 ascendí l'Ama Dablam (6.812 m).
L'any 2006 formà part de l'expedició Dones Trangoworld al Nanda Devi, que malgrat no aconseguir fer el cim, s'anà consolidant com a grup de huit amigues, expertes en alpinisme i escalada: Esther Vives, Elena Real, María José Martínez, Patricia Viscarret, Rosa Real, Marisa Puchades i Elena Parga.
L'any 2010 va participar en l'expedició femenina a l'Himàlaia Trangoworld 2010 a l'Ama Dablam, de nou amb les alpinistes de l'expedició de 2006 quasi al complet. Aquesta expedició femenina va tindre un caràcter solidari, ja que van col·laborar econòmicament amb l'ONG Amics de Nepal en un projecte d'alfabetització de dones nepaleses a la zona.
Entre els anys 2009 i 2011 va formar part de l'Equip Femení d'Alpinisme de la Federació Espanyola d'Esports de Muntanya, i ha aconseguit diverses victòries a les 12 hores d'Escalada del Penyal d'Ifac. L'any 2011 fou subcampiona de la Copa d'Espanya de Ral·lis d'Escalada en categoria mixta.
L'any 2011, amb Berta Terrés, van formar cordada per participar en una expedició al Karakorum, al Pakistan, projecte esportiu i solidari amb les dones de Hushé, on les acompanyà Simón Elías i per Pere Vilarasau, amb la que ascendiren el Kande Peak (5.470 m) i el Karim Brakk (6.150 m).

## Cims i expedicions
- Nanda Devi (2006).[4][10]
- Ama Dablam (2010).
- Kande Peak (2011).
- Karim Brakk (2011).